# Dénölpo
Dénölpo was de eenentwintigste tsenpo, ofwel koning van Tibet. Hij was een van de legendarische koningen en was de zesde van de acht middenkoningen met de naam Dé (100-300).